# Antonio Russo
Antonio Russo (Chieti, 3 giugno 1960 – Tbilisi, 16 ottobre 2000) è stato un giornalista italiano, ucciso in circostanze misteriose nei pressi della città di Tbilisi, in Georgia. 
Lavorava come inviato per Radio Radicale.

## Biografia
Russo è stato per molti anni freelance e reporter internazionale di Radio Radicale. Tra le sue corrispondenze quelle dall'Algeria, durante gli anni della repressione, dal Burundi e dal Ruanda, che hanno documentato la guerra nella regione dei grandi laghi africani, e poi dall'Ucraina, dalla Colombia e da Saraievo. Russo fu inoltre inviato di Radio Radicale in Kosovo, dove – unico giornalista occidentale presente nella regione durante i bombardamenti NATO – rimase fino al 31 marzo 1999 per documentare la pulizia etnica contro gli albanesi cossovari. Nel corso di quelle settimane collaborò anche con altri media e agenzie internazionali. In quell'occasione fu protagonista di una rocambolesca fuga dai rastrellamenti serbi, unendosi a un convoglio di rifugiati kosovari diretto in treno verso la Macedonia.
Il convoglio si fermò durante il percorso e Antonio Russo raggiunse Skopje a piedi: di lui non si ebbero notizie per due giorni, nei quali lo si diede per disperso.

### Assassinio
Fu ucciso nella notte tra il 15 e il 16 ottobre 2000 in Georgia, dove si trovava in qualità di inviato di Radio Radicale per documentare la guerra in Cecenia. Il suo corpo venne ritrovato, con segni di tortura, ai bordi di una stradina di campagna a 25 km da Tbilisi. Perquisita dalla polizia georgiana, la sua abitazione fu ritrovata a soqquadro, mentre il telefono satellitare, il computer, la videocamera, e il materiale da lui raccolto sugli eccidi in Cecenia era stato sottratto.
Le indagini della procura di Roma e della Digos, supportate anche da fonti del quotidiano The Observer, dell'Ansa e del Corriere della Sera, collegarono l'omicidio di Russo con le sue scoperte giornalistiche.
Aveva infatti cominciato a trasmettere in Italia notizie circa la guerra, e aveva parlato di una videocassetta contenente torture e violenze dei reparti militari russi ai danni della popolazione cecena. Secondo alcuni suoi conoscenti, Russo aveva raccolto prove dell'utilizzo di armi illegali contro bambini ceceni, con pesanti accuse di responsabilità del governo di Vladimir Putin. Giornalista freelance, non si era mai iscritto all'ordine dei giornalisti italiano per la sua contrarietà a questa organizzazione, condivisa con il gruppo dei radicali italiani di cui faceva parte.

### Memoria
Nel 2001 gli è stato assegnato postumo il premio Saint Vincent di giornalismo.
Nel 2004 viene realizzato il film Cecenia, dedicato al racconto dell'uccisione del giornalista, diretto da Leonardo Giuliano. Un altro film, L'inquilino di via Nikoladze (2005) diretto da Massimo Guglielmi, tratta della vicenda del giornalista italiano.
Il comune di Francavilla al Mare gli ha intitolato la Biblioteca civica.

## Premi e riconoscimenti
- 1999, Premio Ischia Internazionale di Giornalismo sezione "Radio"
- 1999, Premio Sarteano "Penne Pulite"
- 1999, Premio "Andrea Barbato"
- 2000, Premio "Pietro Aretino"
- 2001, Premio Saint-Vincent alla memoria di Antonio Russo
- 2001, Premio Giornalisti Val di Sole alla memoria di Antonio Russo

- Arnoldo Foà interpreta il brano "Lettera ad Antonio Russo"[13], testo e musica del compositore e regista francavillese Davide Cavuti, ispirato alla vita del giornalista.
- "Lettera ad Antonio Russo" fa parte del progetto discografico-editoriale Vitae (2016) il cui intero ricavato delle vendite è destinato a due progetti per la ricostruzione delle città di L'Aquila e di Amatrice colpite dal terremoto[14]

- Alla memoria di Antonio Russo, è stata intitolata la Biblioteca Comunale[15] della città di Francavilla al mare. La sede è stata individuata all’interno del Museo Michetti.

- Analogamente, è stata intitolata ad Antonio Russo anche la Biblioteca Comunale di Semproniano (paese della Provincia di Grosseto dove ha abitato per diversi anni la madre del giornalista).

- La Fondazione Antonio Russo ha istituito un premio giornalistico nazionale a suo nome. [16][17]